# Silvia Maleen

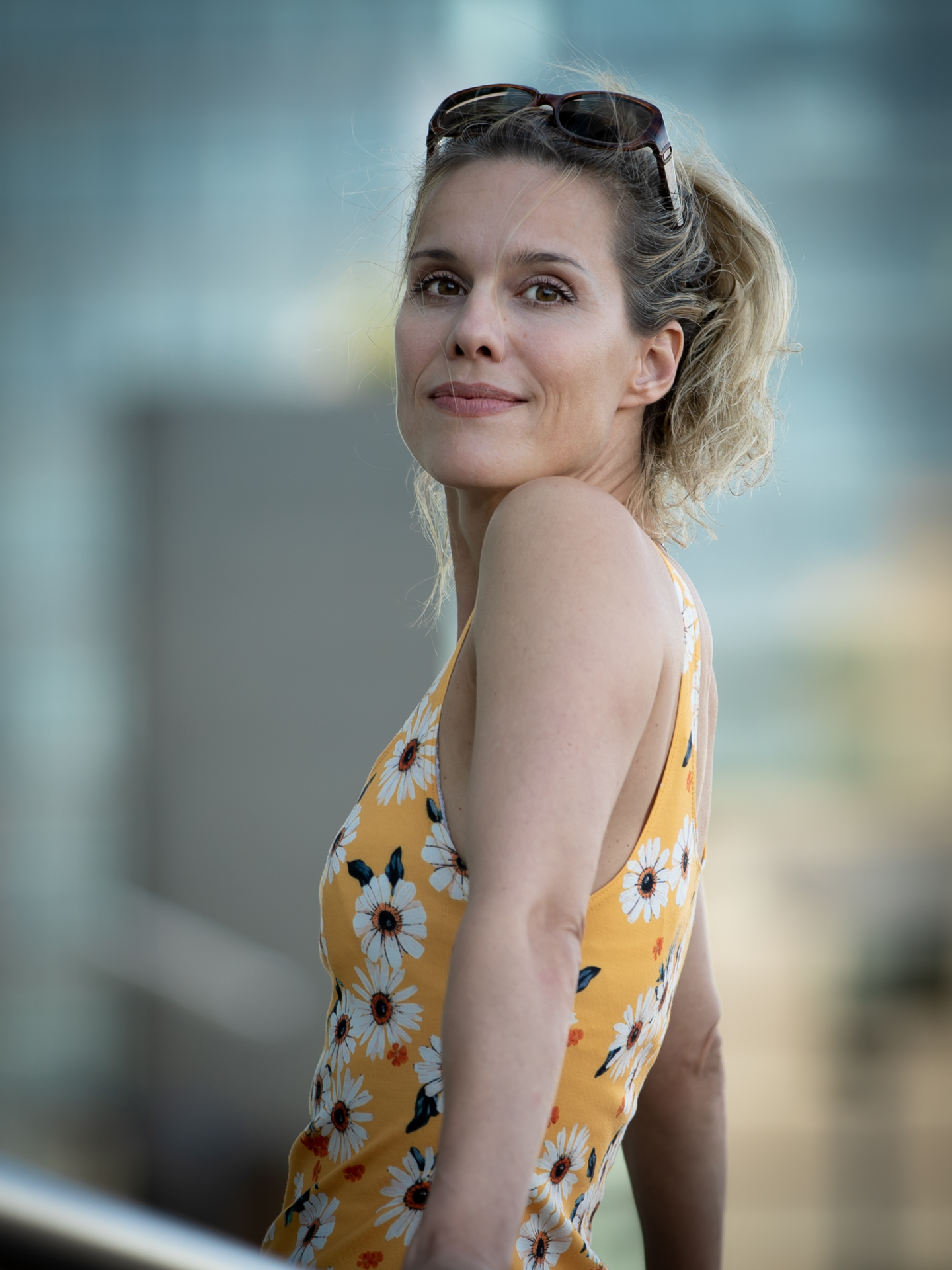
Silvia Maleen, 2018

Silvia Maleen (* 17. Januar 1979 in St. Ulrich im Mühlkreis, Österreich) ist eine österreichische Schauspielerin.

## Leben und Karriere

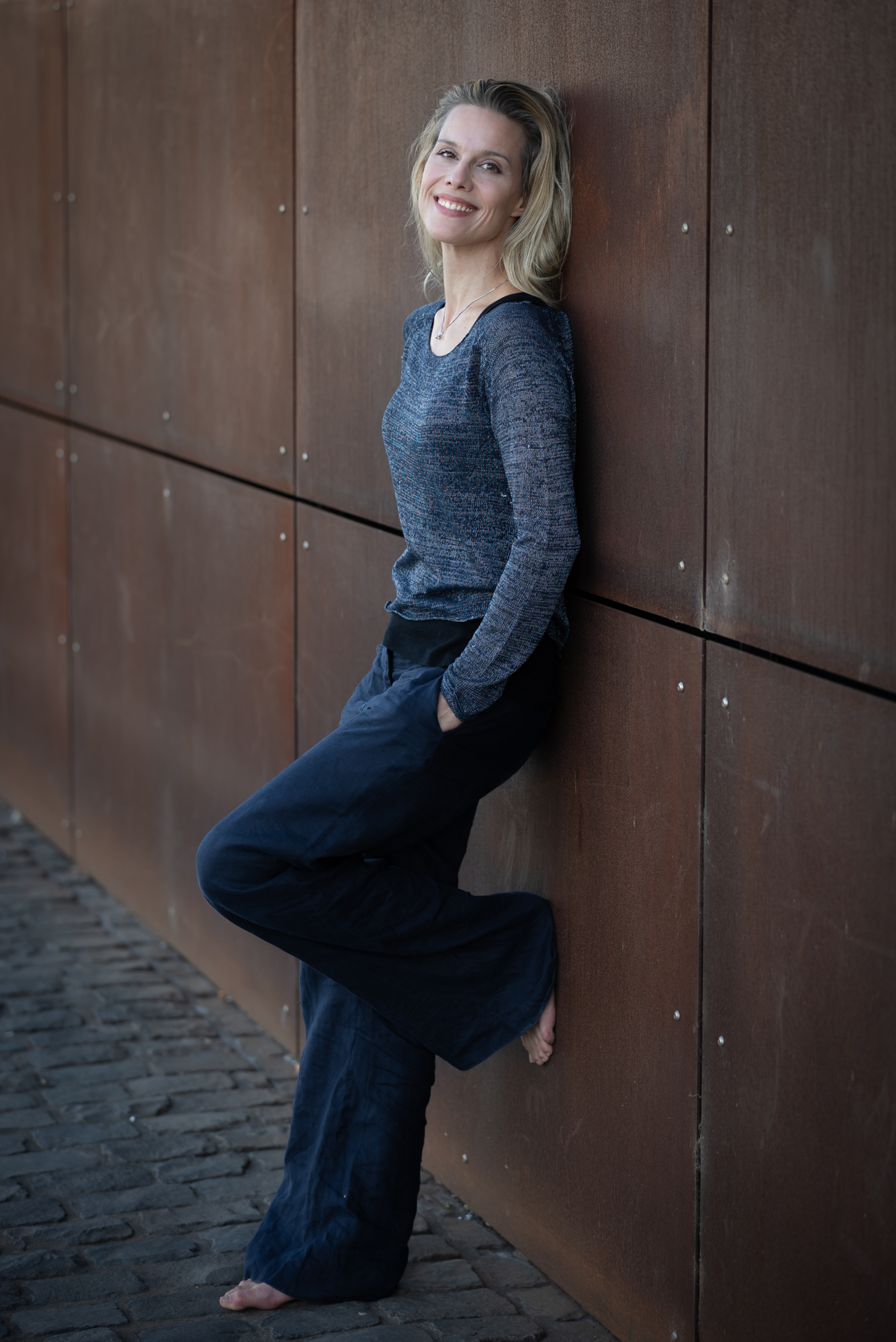
Silvia Maleen, 2018

Silvia Maleen wuchs auf in St. Ulrich in der Nähe von Linz auf. Nach dem Abitur am Stiftergymnasium in Linz besuchte sie das Konservatorium der Stadt Wien, welches sie erfolgreich absolvierte. Ihr erstes festes Engagement hatte sie am Theater in der Josefstadt in Wien, wo sie als Melitta in Franz Grillparzers „Sappho“ an der Seite von Ulli Maier debütierte. Anschließend war sie Ensemblemitglied am Stadttheater Regensburg. Dort war sie unter anderem als Julie in Strindbergs „Fräulein Julie“, Hermia in Shakespeares „Ein Sommernachtstraum“ und Virginia in Brechts „Leben des Galilei“ zu sehen. Für ihre Darstellung der Giacinta in Goldonis „Trilogie der Sommerfrische“ wurde sie 2004 für den bayerischen Theaterpreis nominiert. Anschließend spielte sie am Fritz Rémond Theater in Frankfurt, dem Apollo-Theater (Siegen), Theater am Dom Köln, der Komödie Düsseldorf und anderen.
Seit 2008 arbeitet Silvia Maleen zumeist für das deutsche Fernsehen. Bekannt wurde sie durch die Rolle der Jennifer Steinkamp in der RTL-Serie Alles was zählt, die sie über zwei Jahre verkörperte. Es folgten Serien wie Das Traumschiff, Die Rosenheim Cops, Heldt, Alarm für Cobra 11 oder Paul Kemp – Alles kein Problem.
Silvia Maleen wurde 2015 Mutter eines Sohnes und lebt mit ihrer Familie in der Nähe von Köln.

## Film/Fernsehen
- 2002: Liebe, Lügen, Leidenschaft
- 2005: Daniel Käfer und die Schattenuhr
- 2008: Unschuldig
- 2008–2010: Alles was zählt
- 2012: Zauberhafte Lilly
- 2013: Paul Kemp – Alles kein Problem – Lauter Lügen
- 2013: Upgrade
- 2013: Die Tochter meiner Mutter
- 2014: Heldt – Die schwarze Witwe
- 2017: Alarm für Cobra 11 – Die Autobahnpolizei – Risiko
- 2018: Das Traumschiff – Hawaii
- 2018: Die Rosenheim-Cops
- 2021: Der Lehrer – Was macht ein Lehrer im Gefängnis? ... Sitzenbleiben.
- 2025: SOKO Köln: Moneten erbeten

## Theater
- 2001–2002: Ensemblemitglied am Theater in der Josefstadt Wien
- 2002–2005: Ensemblemitglied am Stadttheater Regensburg
- 2006–2008: Diverse Engagements (Fritz Remond Theater Frankfurt, Apollo Theater Siegen...)
- 2012: Actors-Space Berlin / „Proof“ / Claire
- 2012: Komödie Frankfurt / „Madame es ist angerichtet“ / Brigitte 1
- 2013: Fritz Rémond Theater Frankfurt / „Der dressierte Mann“ / Helen
- 2014: Fritz Rémond Theater Frankfurt / „Der Vorname“ / Anna
- 2014: Theater am Dom Köln / „Ziemlich beste Freunde“ / Magalie
- 2015: Komödie Düsseldorf / „Pretty Girl“ / Julia
- 2023 Theater an der kö Düsseldorf/ Das Brautkleid/Juli
- 2025: Komödie Frankfurt / „Fisch sucht Fahrrad“ / Mehrere Rollen